# Llista d'universitats d'enginyeria aeronàutica
En aquests centres s'ensenya, almenys, enginyeria aeronàutica. Ordenat per estats.

## Alemanya
- Technical University of Berlin (TU Berlin)
- Munich University of Technology
- RWTH Aachen University
- Technical University of Brunswick
- University of Stuttgart

## Argentina
- Universidad Tecnologica Nacional (UTN) - Facultad Regional Haedo

## Austràlia
- Australian Defence Force Academy
- University of Adelaide
- Monash University
- University of New South Wales
- University of Queensland
- Queensland University of Technology
- University of Sydney
- RMIT University

## Brasil
- Universidade Federal de Minas Gerais (CEA-UFMG), Belo Horizonte
- Instituto Tecnológico de Aeronáutica
- Universitat de Sao Paulo, Sao Carlos

Web d'estudiants d'enginyeria aeronàutica Arxivat 2006-10-06 a Wayback Machine.(portuguès)

## Canadà
- Carleton University
- Concordia University (Montreal)
- University of Manitoba (Winnipeg) - Opció dins d'enginyeria mecànica
- Ryerson University
- University of Toronto - Enginyeria aeroespacial i opció dins d'enginyeria

## Corea
- Chang-Shin College[1]
- Chonbuk National University[2]
- Chosun University[3]
- Chungnam National University[4]
- Gyeongsang National University[5]
- Hanseo University[6]
- Inha Technical College[7]
- Inha University[8]
- KAIST[9]
- KonKuk University[10]
- Korea Aerospace University[11]
- Pusan National University[12]
- Sejong University[13]
- Seoul National University[14]
- University of Ulsan[15]

## Egipte
- Universitat del Caire - Facultat d'enginyeria Arxivat 2007-04-27 a Wayback Machine.(anglès)

## Espanya
- Universidad de León
  - Escuela de Ingeniería Industrial, Informática y Aeronáutica[16]
- Universidad de Sevilla (castellà)
  - Escuela Técnica Superior de Ingenieros (Sevilla)  Arxivat 2022-03-03 a Wayback Machine.(castellà)
- Universidad Politécnica de Madrid (castellà)
  - Escuela Técnica Superior de Ingenieros Aeronáuticos (ETSIA) (castellà)
  - Escuela Universitaria de Ingenieros Técnicos Aeronáuticos (EUITA) (castellà)
- Universitat Politècnica de Catalunya
  - Escola Tècnica Superior d'Enginyeries Industrial i Aeronàutica de Terrassa  Arxivat 2007-04-19 a Wayback Machine.
  - Escola d'Enginyeria de Telecomunicació i Aeroespacial de Castelldefels
- Universitat Politècnica de València 
  - Escola Tècnica Superior d'Enginyeria del Disseny
- Universidad de Cádiz
  - Escuela Superior de Ingeniería (ESI) - Cádiz
- Universidad Carlos III de Madrid
  - Escuela Politécnica Superior - Campus de Leganés
- Universidad Europea de Madrid
- Universidad Rey Juan Carlos
  - Escuela Técnica Superior de Ingeniería de Telecomunicación - Fuenlabrada
- Universidad Alfonso X el Sabio
  - Escuela Politécnica Superior UAX

## Estats Units
- Air Force Institute of Technology (Accreditation Board for Engineering and Technology (ABET))
- University of Alabama in Huntsville (ABET)
- University of Alabama (ABET)
- Arizona State University (ABET)
- University of Arizona (ABET)
- Auburn University (ABET)
- Boston University (ABET)
- California Institute of Technology (ABET)
- California Polytechnic State University, San Luis Obispo (ABET)
- California State Polytechnic University, Pomona (ABET)
- California State University, Long Beach (ABET)
- University of California, Davis (ABET)
- University of California, Irvine (ABET)
- University of California, Los Angeles (ABET)
- University of California, San Diego (ABET)
- Case Western Reserve University (ABET)
- University of Central Florida (ABET)
- University of Cincinnati (ABET)
- Clarkson University (ABET)
- University of Colorado at Boulder (ABET)
- Daniel Webster College
- Embry-Riddle Aeronautical University
  - Daytona Beach campus (ABET)
  - Prescott campus (ABET)
- Florida Institute of Technology (ABET)
- University of Florida (ABET)
- Georgia Institute of Technology (ABET)
- University of Illinois at Urbana-Champaign (ABET)
- Illinois Institute of Technology (ABET)
- Universitat Estatal d'Iowa (ABET)
- University of Kansas (ABET)
- University of Maryland, College Park (ABET)
- Massachusetts Institute of Technology (ABET)
- University of Miami
- University of Michigan (ABET)
- University of Minnesota (ABET)
- Mississippi State University (ABET)
- University of Missouri–Rolla (ABET)
- Naval Postgraduate School (ABET)
- University at Buffalo (ABET)
- North Carolina State University (ABET)
- University of Notre Dame (ABET)
- Ohio State University (ABET)
- Oklahoma State University (ABET)
- University of Oklahoma (ABET)
- The Pennsylvania State University (ABET)
- Universitat de Princeton (ABET)
- Purdue University (ABET)
- Rensselaer Polytechnic Institute (ABET)
- Rose-Hulman Institute of Technology
- Saint Louis University (ABET)
- San Diego State University (ABET)
- San Jose State University (ABET)
- University of Southern California (ABET)
- Universitat Stanford
- Syracuse University (ABET)
- University of Tennessee at Knoxville (ABET)
- Texas A&M University (ABET)
- University of Texas at Arlington (ABET)
- University of Texas at Austin (ABET)
- Tuskegee University (ABET)
- United States Air Force Academy (ABET)
- United States Naval Academy (ABET)
- Virginia Polytechnic Institute and State University (ABET)
- University of Virginia (ABET)
- University of Washington (ABET)
- West Virginia University (ABET)
- Western Michigan University (ABET)
- Wichita State University (ABET)
- Worcester Polytechnic Institute (ABET)

## Filipines
- Airlink International Aviation College

## França
- CentraleSupélec
- École de l'Air
- École nationale de l'aviation civile
- École nationale supérieure de mécanique et d'aérotechnique
- École supérieure des techniques aéronautiques et de construction automobile
- EPF - École d'ingénieurs
- ESME Sudria
- Institut polytechnique des sciences avancées
- Institut Supérieur de l'Aéronautique et de l'Espace
- Universitat de Tolosa III

## Grècia
- Universitat de Patres

## Índia
- Punjab Engineering College, Chandigarh
- Indian Institute of Science, Bangalore
- Indian Institute of Technology, Bombay
- Indian Institute of Technology, Kanpur
- Indian Institute of Technology, Kharagpur
- Indian Institute of Technology, Madras
- Madras Institute of Technology, Chennai
- Institute of Aeronautical Engineering, Hyderabad
- Amity School of Engineering, NOIDA
- University of Petroleum & Energy Studies
- Hindustan College of Engineering, Chennai
- Park college of Engineering and Technology,Coimbatore
- Southern College of Engineering and Technology

## Indonèsia
- Institut Teknologi Bandung

## Iran
- Universitat de tecnologia Amirkabir
- Universitat de tecnologia K.N.Toosi
- Universitat de tecnologia Sharif
- Universitat de tecnologia Malek Ashtar (shahin shahr)

## Israel
- Technion-Institut de tecnologia d'Israel

## Itàlia
- Politecnico di Milano
- Politecnico di Torino
- Primera Universitat de Roma "La Sapienza"
- Seconda Università degli Studi di Napoli  Arxivat 2006-08-09 a Wayback Machine.(italià)
- Universitat de Bologna
- Universitat de Pàdua - Facultat d'Enginyeria Arxivat 2006-10-11 a Wayback Machine.
- Universitat de Pisa

## Japó
- Universitat de Daiichi, Col·legi de Tecnologia (第一工業大学)
- Universitat de Hiroshima (広島大学)
- Institut de tecnologia de Kanazawa (金沢工業大学)
- Universitat de Kyoto (京都大学)
- Institut de tecnologia de Kyushu (九州工業大学)
- Universitat de Kyushu (九州大学)
- Universitat de Nagoya (名古屋大学)
- Acadèmia Nacional de la Defensa del Japó (防衛大学校)
- Universitat de Nihon (日本大学)
- Universitat de Nippon (日本文理大学)
- Universitat de la Prefectura d'Osaka (大阪府立大学)
- Universitat de Sojo (崇城大学)
- Universitat de Teikyo (帝京大学)
- Universitat de Tohoku (東北大学)
- Universitat de Tokai (東海大学)
- Institut de tecnologia de Tokyo (東京工業大学)
- Institut Metropolità de Tecnologia de Tokyo (東京都立科学技術大学)
- Universitat Metropolitana de Tokyo (首都大学東京)
- Universitat de Tokyo (東京大学)
- Universitat de Waseda (早稲田大学)

## Jordània
- Jordan University for Science and Technology (anglès)

## Líban
- Universitat de Balamand (àrab)(anglès)(francès)

## Malàisia
- Universitat Islàmica Internacional de Malàisia
- Universiti Putra Malaysia
- Universiti Sains Malaysia

## Mèxic
- Instituto Politécnico Nacional (ESIME Ticoman)  Arxivat 2007-04-30 a Wayback Machine.(castellà)

## Països Baixos
- Universitat de Tecnologia de Delft (ABET)

## Pakistan
- Institut de l'Espai i la Tecnologia d'Islamabad (IST)

## Portugal
- IST - Instituto Superior Tecnico
- Universidade da Beira Interior de Covilha
- Academia da Força Aérea

## Regne Unit
- University of Bristol
- Coventry University
- Cranfield University
- University of Glamorgan (BEng/BSc)
- University of Glasgow (BSc/BEng/MEng d'Enginyeria Aeronàutica o Aviònica)
- University of Hertfordshire (BEng/MEng)
- Kingston University
- University of Liverpool
- Loughborough University (BEng/MEng)
- University of Manchester (Enginyeria Aeroespacial - MEng/BEng i Aviònica MEng)
- Queens University Belfast (Enginyeria Aeronàutica - MEng/BEng)
- University of Southampton
- University of Sheffield (MEng)
- Imperial College London, Universitat de Londres (MEng)

## República de la Xina(Taiwan)
- Institut de Tecnologia de Chung Cheng, Universitat Nacional de la Defensa (國防大學中正理工學院)
- Universitat de Fneg Chia (逢甲大學)
- Universitat Nacional de Cheng Kung (國立成功大學)
- Universitat de Tamkang (淡江大學)

## Rússia
- Bauman Moscow State Technical University  Arxivat 2021-05-31 a Wayback Machine.(anglès)(rus)
- Institut de l'Aviació de Moscou (anglès)(rus)
- Universitat Aeroespacial de l'Estat de Samara (anglès)(rus)

## Sèrbia
- Universitat de Belgrad, Facultat d'Enginyeria Mecànica  Arxivat 2010-03-10 a Wayback Machine.(serbi)

## Singapur
- Universitat Tecnològica de Nanyang

## Sud-àfrica
- The University of the Witwatersrand (WITS)

## Suècia
- Kungliga Tekniska högskolan

## Turquia
- Orta Doğu Teknik Üniversitesi
- İstanbul Teknik Üniversitesi

## Ucraïna
- Universitat Internacional d'Aviació Civil de Kíev
- Institut de l'Aviació de Kharkov (anglès)(ucraïnès)
- Universitat Nacional de l'Aviació (anglès)(ucraïnès)

## Xile
- Universidad Técnica Federico Santa María - Academia de Ciencias Aeronáuticas (castellà)

## Xina
- Universitat de l'Aeronàutica i de l'Astronàutica de Beijing (北京航空航天大学)
- Universitat de l'Aeronàutica i de l'Astronàutica de Nanjing (南京航空航天大学)
- Universitat de Tsinghua (清华大学)